# Seraphim Shock
Seraphim Shock – amerykański zespół rocka gotyckiego założony w 1997 roku przez wokalistę i kompozytora Charlesa Edwardsa w Denver, określany jako "Ultimate Halloween Band".

## Historia
Za początek istnienia zespołu Seraphim Shock, będącego w całości pomysłem lidera Charlesa Edwardsa uważa się ukazanie się w listopadzie 1997 roku nakładem Requiem Records debiutanckiej płyty zespołu, zatytułowanej Red Silk Vow. Projekt powstał i działał początkowo w Denver, w późniejszym czasie przenosząc się do Los Angeles. Debiutancka płyta zdobyła uznanie krytyków a teledysk do pochodzącego z niej singla After Dark został uhonorowany nagrodami na trzech ważnych festiwalach filmowych, w tym prestiżową "Leigh Gipper" na Międzynarodowym Festiwalu Filmowym w Filadelfii.
Kolejne dwa lata zespół spędził koncertując, biorąc udział m.in. w pięciomiesięcznym tournée. Prócz koncertów, zespół w tym okresie nagrał EPkę Nightmares for the Banished, która ukazała się w maju 1999 oraz wydany na kompilacji Music From The Succubus Club, singel Prey (2/2000).
Lata 2000 i 2001 zespół spędził kompletując wyposażenie teatralne (oświetlenie, risery, pirotechnika, tancerki) do przygotowywanego szeregu koncertów w kraju. Mimo braku reklamy i dystrybutora, sprzedaż biletów na te przedstawienia cieszy się ogromną popularnością.
Wiosną 2002 roku zespół otrzymał od zespołu The Electric Hellfire Club's propozycję wspólnego tournée zatytułowanego  "Down With The Devil", co spowodowało zawieszenie prac nad przygotowywanym właśnie drugim albumem długogrającym. Trasa ta wraz z kolejną realizowaną pod koniec 2002 odbywającą się po środkowym zachodzie oraz wschodnim wybrzeżu Stanów stanowiła punkt zwrotny w działalności zespołu. Pod presją konieczności stworzenia nowego materiału Charles Edward zmuszony był zrobić sobie 15 miesięczną przerwę by napisać i nagrać oraz przearanżować utwory przeznaczone na nowe koncerty.
Rok 2004 przyniósł ukazanie się długo wyczekiwanej kolejnej płyty zespołu Halloween Sex N Vegas. Płyta zebrała bardzo dobre recenzje, a jej wydanie pociągnęło za sobą szereg tras koncertowych (Halloween Sex N Vegas '04, White Trash Satan '05, All American Sinner '06). Mimo tych sukcesów Charles Edwards zdecydował się opuścić projekt Seraphim Shock, pragnąc skupić się na całkiem innych sferach działania, takich jak kulturystyka, telewizja, teatr i film. W ciągu trzech lat indywidualnej działalności wziął udział jako wokalista w nagrywaniu dla Carol Tatum i jej zespołu Angels of Venice pełnometrażowego albumu zatytułowanego Ancient Delirium.
Podczas okresu nieaktywności w zespole Charls Edwards budował również własne studio nagraniowe, z myślą o działalności producenckiej dla innych zespołów. Posiadanie własnego studia skłoniło go jednak do podjęcia własnej twórczości. I tak po trzech latach nieobecności Seraphim Shock powrócił do działalności. W maju 2010 roku ukazuje się długo oczekiwana czwarta płyta zespołu Black Heart Revival. Wraz z wydaniem płyty zespół powrócił też do koncertowania po Stanach Zjednoczonych, zakończonego ostatecznie 8 czerwca 2013 koncertem w undergroundowym klubie nocnym Bar Sinister w Hollywood.
1 maja 2014 roku na profilach mediów społecznościowych lider i założyciel zespołu poinformował o kolejnym odejściu z Seraphim Shock, a tym samym zawieszeniu działalności zespołu na nieokreślony czas, motywując to pragnieniem dalszego rozwijania się jako solowy artysta.
12 listopada 2019 roku, po blisko siedmiu latach ciszy, zespół wznowił działalność, wydając singel Ascend.

## Styl muzyczny
Muzyka zespołu określana jest jako "brutal electro-goth" czyli  rock gotycki uzupełniany partiami dynamicznej elektroniki. Choć w niektórych utworach znaleźć można odniesienia do black metalu a nawet industrialu, to główny nurt muzyczny opiera się o typowo gotyckie brzmienie, taki też jest image zespołu. Również warstwa liryczna utrzymana jest w stylistyce gotyku, teksty utworów maja bardzo ponury wydźwięk, mówią o mrocznych żądzach, demonach i innych istotach z zaświatów, a miłość opisują chorą i wynaturzoną, prowadzącą do zatracenia.

## Skład
- Charles Edward - wokal
- Vex - gitara
- Mike Nix - gitara basowa
- Tattoo Dave - perkusja

## Dyskografia
- 1997 - Red Silk Vow (Requiem Records)
- 1999 - Nightmares for Banished (EP) (Requiem Records)
- 2004 - Halloween Sex N' Vegas (Sacrilege Entertainment)
- 2010 - Black Heart Revival (Sacrilege Entertainment)